# Jösur de Rogaland
Jösur Ingjaldsson (nórdico antiguo: Jǫsurr), según la saga Hálfs saga ok Hálfsrekka, fue un caudillo vikingo de Noruega, rey de Rogaland, hijo de Ingjaldur Ögvaldsson (c. 550) y nieto del rey Augvald del reino de Hordaland. Jösur mató al rey Alrek de Hordaland en batalla durante la guerra que mantuvo contra Koll de Kollsey. Jösur se libró de la ira del hijo de Alrek, Vikar que llegó tarde al campo de batalla cuando Alrek ya estaba muerto y Jösur había partido. Años más tarde, Jösur fue de nuevo a Kollsey, y Vikar le atacó y le mató junto a todos los granjeros de la zona, dejando con vida solo a las mujeres, a partir de entonces aquella tierra se conoció como Kvennaherad (Kvennaherað o 'el hundred de las mujeres'). La guerra siguió entre Vikar y el hijo del difunto rey Jösur, Hjör de Rogaland (Hjǫrr) hasta que al final llegaron a un acuerdo de paz. Hjör y sus descendientes se llamaron a partir de entonces, reyes de Hordaland.
La descendencia real de Jösur se centra en su hijo Hjör, su nieto Hjörleif (Hjǫleifr), y su bisnieto Hálf (Hálfr) quien es el personaje principal de la saga mencionada.